# Chow検定
Chow検定は、2つ以上の異なるデータセットが同じ母集団から抽出されたといえるかどうかを検定するための手法。
1960年に計量経済学者グレゴリー・チョウ_(簡体字中国語: 邹至庄、繁体字中国語: 鄒至莊、英語: Gregory Chow）が提案した。
計量経済学では時系列分析を行う際に構造変化（英: Structural break）が生じたかどうかを確かめる際に使用することが多い。